# Europcar
Europcar (vollständig Europcar Mobility Group) ist eine 1949 gegründete Autovermietung mit Sitz in Paris.
Europcar ist einer der führenden Autovermieter in Europa. Die Firma ist in über 140 Ländern der Welt vertreten und betreibt die Marken Europcar, Brunel, Buchbinder, GO Car, Goldcar, Interrent, Scooty sowie Ubeeqo.

## Geschichte

### Erste Jahre
Europcar wurde 1949 in Paris von Raoul-Louis Mattei unter dem Namen „The Automobile Subscription“ gegründet. Der Markenname „Europcar“ entstand im Jahr 1951. Nach rund 20 Jahren steten Wachstums wurde das Unternehmen 1970 von Renault, der Compagnie Internationale des Wagons-Lits und Accor übernommen.

### Tochtergesellschaft von Volkswagen

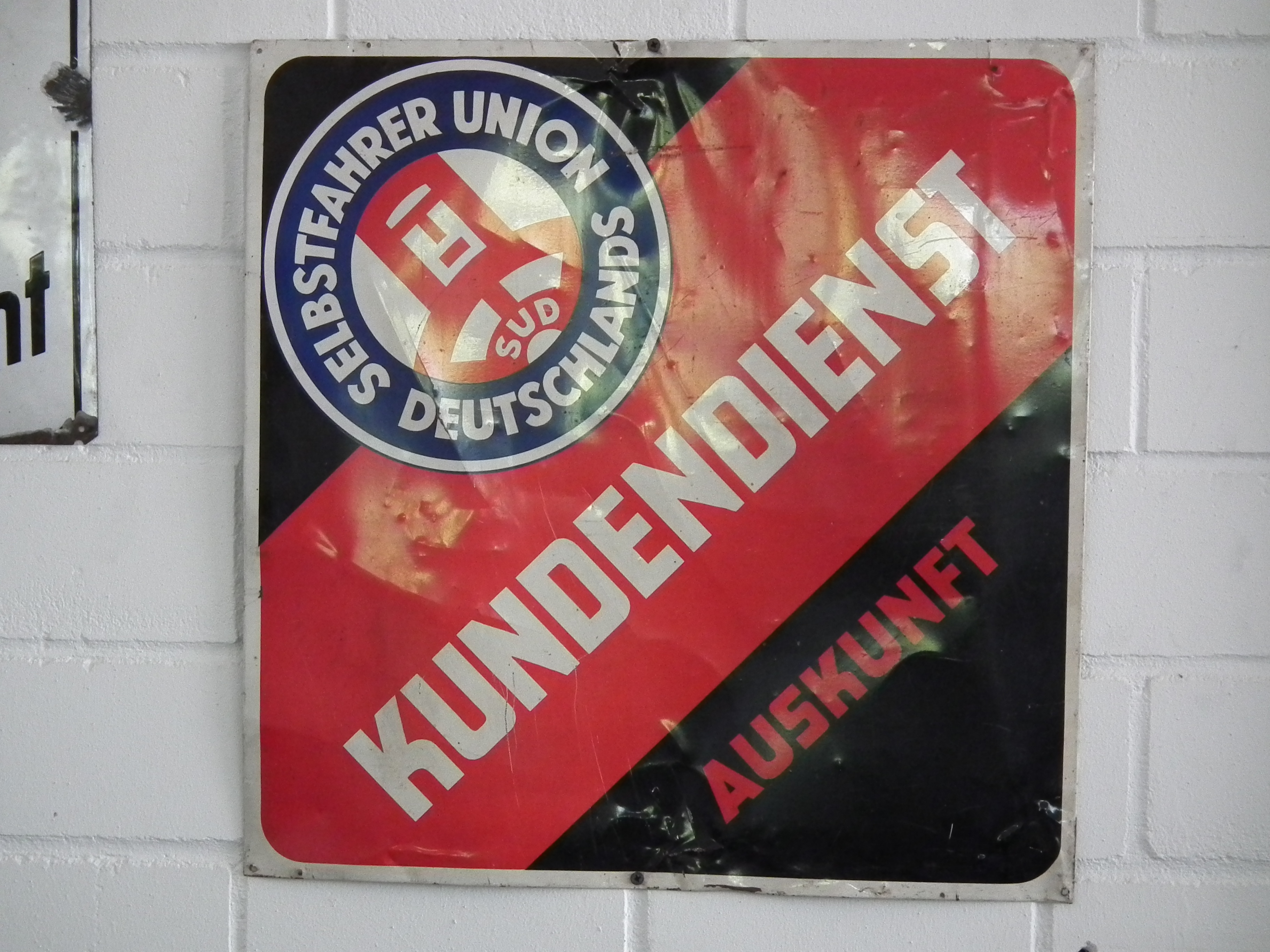
Hinweisschild für Selbstfahrer Union Kundendienst Auskunft

Seit 1988 akquirierte die Volkswagen AG sukzessive Unternehmensanteile von Europcar, bis die Autovermietung schließlich im Jahr 1999 zu einer hundertprozentigen Tochtergesellschaft des Autoherstellers wurde. Bereits seit 1970 gehörte in Deutschland die Selbstfahrer Union (gegründet 1927 in Hamburg) zu VW. Die beiden Autovermietungen sind 1989 fusioniert.

### Kauf und Verkauf durch Eurazeo (2006–2021)
Im Jahr 2006 kaufte die Investmentfirma Eurazeo Europcar von VW. Die Höhe der Transaktion betrug das 2,4-fache des Jahresumsatzes von Europcar 2005.
Im Jahr 2010 schloss sich Europcar mit der Daimler AG zusammen, um das Carsharing-Angebot car2go in Hamburg zu starten. Philippe Germond, der seit 2009 Chief Executive Officer von Pari Mutuel Urbain gewesen ist, hat am 1. Oktober 2014 das Amt des CEO von Europcar übernommen. Am 25. November 2016 löste Caroline Parot, zuvor CFO von Europcar, Philippe Germond als CEO ab.
Im Januar 2015 kaufte Europcar den Anbieter Ubeeqo, ein Startup-Unternehmen, welches sich auf Firmen-Carsharing spezialisiert hat.
Im Mai 2015 gab Europcar seinen Börsengang bekannt.
2017 übernahm Europcar den deutschen Autoverleih Buchbinder und den spanischen Anbieter Goldcar.
Im Rahmen der COVID-19-Pandemie kam es 2020 bei Eurazeo zu erheblichen Verlusten; im November 2020 wurde daher eine umfangreiche Restrukturierung der Verbindlichkeiten, einschließlich der Reduzierung der Schulden um 1,1 Mrd. Euro, verbunden mit einer Kapitalerhöhung mit Zuführung von Eigenmitteln über 250 Mio. Euro und einer Refinanzierung der Flottenfinanzierung angekündigt; durch diese Kapitalmaßnahmen wurden die bestehenden Schuldner zu bedeutenden Neuaktionären und bestehende Aktionäre auf unter 10 % verwässert.
Im Juni 2021 veröffentlichte der Volkswagen-Konzern zusammen mit Pon Holdings und dem Finanzinvestor Attestor ein Übernahmeangebot für Europcar. Das Angebot wurde im Juli 2021 nachgebessert. Am Ende wurde das Unternehmen schließlich für insgesamt ca. 2,5 Mrd. Euro von Volkswagen übernommen.
Im Juni 2022 wird bekannt, dass die Green Mobility Holding, ein Konsortium rund um Volkswagen, 87,5 % an Europcar übernommen hat. Im Juli 2022 informierte die Volkswagen Group, dass der Anteil 93,6 % erreicht hat und nach Squeeze-out das Delisting an der Börse zum 13. Juli 2022 erfolgt.

## Europcar Deutschland
Europcar Deutschland ist eine Tochtergesellschaft der Europcar Mobility Group und wurde 1927 als Motor-Verkehrs-Union in Hamburg gegründet. Bereits im Jahr 1928 erfolgte die Umbenennung in Selbstfahrer Union GmbH. In den 30er Jahren entwickelte sich das Unternehmen zur größten deutschen Autovermietung und eröffnete 1955 die erste Vermietstation an einem Bahnhof und vier Jahre später an einem internationalen Flughafen – beides in Hamburg. Nachdem 1970 der Volkswagenkonzern Eigentümer wurde, vollzog sich 1974 der Namenswechsel zur interRent Autovermietung GmbH und 1989 die Fusion mit der französischen Autovermietung Europcar.
Bis heute befindet sich der Hauptsitz der EmobG Services Germany GmbH in Hamburg. Der Autovermieter betreibt bundesweit 520 Standorte und bewegt jährlich eine Flotte von über 44.000 Fahrzeugen.

## Sport Sponsoring
1980 begann Europcar, Sportteams zu sponsern. Neben dem Sponsoring des Formula One Renault Teams und der Paris-Dakar-Rallye, engagierte sich Europcar außerdem bei Veranstaltungen in den Sportarten Golf, Pferderennen und Marathon.
Ab 2011 sponserte Europcar das von Jean-René Bernaudeau gemanagte, französische, professionelle Straßenradsport-Team, welches nach der Marke benannt wurde: Team Europcar. Die Gruppe erhielt für ihr Engagement im Radsport von Sporsora den Titel „Sponsor of the year“ verliehen. Zum Ende des Jahres 2015 zog sich Europcar aus dem Radsport zurück.